# Nizar Banat
Nizar Khalil Muhammad Banat, més conegut com a Nizar Banat -en àrab: نزار بنات-, (Hebron, 27 d'agost de 1978 - Dura, 24 de juny de 2021) fou un activista polític palestí, defensor dels drets humans i la democràcia. Com a líder de la candidatura Llista Llibertat i Dignitat fou un dels activistes més destacats que s'oposaren al govern de l'Autoritat Nacional Palestina (ANP), criticà les seves polítiques i denuncià les pràctiques corruptes dels seus representants. L'any 2021 fou assassinat pels serveis de seguretat de l'ANP, que entraren a la força al seu domicili.

## Denúncia política
Fou especialment conegut pels seus vídeos de denúncia antigovernamental publicats a les xarxes socials, tractant la corrupció i les violacions dels drets humans. Amira Hass i Jack Khoury, periodistes del diari Haaretz, indicaren que les crítiques de Banat es dirigiren no només contra el govern de Mahmud Abbas, sinó també contra el principal opositor del govern, Mohammed Dahlan, els partidaris dels quals es vincularen als cercles dels serveis d'intel·ligència.
L'Autoritat Nacional Palestina el detingué diverses vegades acusat d'insultar el sentiment nacional, ofendre l'ANP i incitar a lluitar contra l'ANP a través de la seva pàgina de facebook.
El seu domicili fou atacat per elements de seguretat després de sol·licitar a la Unió Europea que retallés l'ajuda a l'ANP, a causa de l'ajornament de les eleccions generals palestines de 2021, un procés denunciat per la mateixa Unió Europea el 2 de maig de 2021 a través del seu compte oficial a twitter, en el qual manifestà que «la Comissió de la Unió a Palestina segueix amb preocupació l'atac contra la residència de l'activista Nizar Banat situada a la ciutat de Dura, al sud de Cisjordània. La violència contra els polítics i els defensors dels drets humans és inacceptable».

## Mort
El 24 de juny de 2021, una unitat palestina de seguretat preventiva assaltà la seva residència i el detingué. A primera hora del matí, l'ANP anuncià oficialment la mort de l'activista després que fos arrestat per una força de seguretat a casa seva, a la governació d'Hebron, al sud de Cisjordània, mentre la seva família acusà l'ANP de l'assassinat amb premeditació.

### Reacció internacional
- Unió Europea: l'organització emeté un comunicat en què deia: «[Estem] impactats i entristits per la mort de l'activista i ex-candidat legislatiu Nizar Banat, després de la seva detenció per les forces de seguretat palestines ahir a la nit. El nostre condol a la seva família i éssers estimats. Cal dur a terme una investigació completa, independent i transparent immediatament».[9]

- Estats Units: el portaveu del Departament d'Estat dels Estats Units, Ned Price, manifestà que els Estats Units estaven «profundament pertorbats per la mort de l'activista palestí Nizar Banat i per la informació reportada sobre les circumstàncies de la seva mort», així com «tenim serioses preocupacions sobre les restriccions imposades per l'Autoritat Palestina a l'exercici palestí de la llibertat d'expressió i l'assetjament d'activistes i organitzacions de la societat civil».[10]